# Crimen en Colombia
El crimen en Colombia corresponde a todas aquellas conductas típicas, antijurídicas y culpables, que se cometen dentro o fuera del territorio nacional, y que son punibles en concordancia con la Ley 599 de 2000 (Código Penal).

## Crímenes

### Delitos Contra la Existencia y Seguridad del Estado y el Régimen Constitucional
Los Delitos Contra la Existencia y Seguridad del Estado son considerados por la ley colombiana como traición a la patria.
Uno de los casos más reconocidos en Colombia fueron los hechos posteriores a la Operación Jaque, en la que oficiales supuestamente ocultaron vídeos y detalles de la operación a altos funcionarios del gobierno, poniendo en riesgo la seguridad del estado.

### Delitos Contra la Administración Pública
Entre los Delitos Contra la Administración Pública estipulados en el Código penal están el Peculado, la Concusión, el Cohecho, la Celebración Indebida de Contratos, el Tráfico de Influencias, el Enriquecimiento Ilícito derivado principalmente del Narcotráfico en Colombia además, el lavado de activos, prevaricado, Abusos de Autoridad, Usurpación y Abuso de Funciones Públicas y Delitos contra los Empleados Oficiales.

### Falsas Imputaciones ante las Autoridades
El ofendiente ante las autoridades puede tener dos castigos dependiendo de la gravedad del asunto. El delincuente podrá ser multado y/o mandado a cárcel por tiempo entre 2 - 4 años.

### Falso Testimonio
El falso testimonio es una actividad delictiva que se produce cuando un sujeto, obligado a testificar ante una autoridad judicial, falta a la verdad en sus declaraciones en dicha causa judicial. Es considerado un delito contra la Administración de Justicia al infringir los intereses relativos al eficaz funcionamiento de la actividad

### Fraude Procesal
Quien engaña a un juez en un juicio, comete fraude procesal, impidiéndole ver los hechos tal como han acontecido, y por lo tanto obstaculizando la concreción de la justicia.

### Concierto para delinquir
Se presenta cuando dos o más personas se reúnen o conciertan para celebrar un convenio o un pacto que tiene como fin la organización de dichos individuos en una sociedad con fines delictivos, sin que se especifique qué tipo de delitos se cometerá, el momento y el lugar ni contra quién o qué se va a atentar, pero sí cuál va a ser su actividad principal: delinquir.